# Václav Perner
Václav Perner (1837 Týnec nad Labem – 4. února 1919 Vinařice) byl rakouský politik české národnosti z Čech, poslanec Českého zemského sněmu.

## Biografie
Působil jako statkář ve Vinařicích.
V 80. letech se zapojil i do vysoké politiky. V zemských volbách roku 1889 byl zvolen na Český zemský sněm, kde zastupoval kurii venkovských obcí, obvod Rychnov, Kostelec nad Orlicí. Patřil k mladočeské straně.
Zemřel v únoru 1919 ve věku 81 let.